# Norrgården i Flatmo
Norrgården i Flatmo i Forsa socken i Hälsingland är en hälsingegård och en av tre ursprungliga gårdar som utgjorde byn Flatmo. Gården är en trebyggd gård med mangårdsbyggnad och två flygelbyggnader. Den är ett byggnadsminne sedan 1991.

## Historia
Hemmanet som idag utgörs av Norrgården går att spåra till en karta från 1640. Tomten flyttades dock till sitt nuvarande läge någon gång efter storskiftet 1791. Av byggnadernas utseende att döma tycks flytten ha skett någon gång i början av 1800-talet.

## Exteriör
Gården är kringbyggd på tre sidor, med två boningshus i norr respektive öster. Den västra längan rymmer ladugård och andra ekonomiutrymmen i bottenvåningen, medan övre våningen innehåller vad som förefaller ha varit en feststuga med bland annat stor sal som upptar hela byggnadens mittparti. Under 1800-talets lopp fick byggnaden sin nuvarande T-formade plan genom att en loglänga byggdes till i väster. Byggnaden norr på gården byggdes år 1832 och dekorerades invändigt 1843. Här har bottenvåningen rymt två likadana bostäder om vardera kök och två kamrar, medan övre våningen enbart använts för fest och förvaring. Interiören har bevarats i princip orörd sedan mitten av 1800-talet med tryckta och målade tapeter av 1850-talskaraktär, snickerier i ursprunglig färgsättning, kakelugnar och spisar. Planlösningen uppvisar ovanliga drag som till exempel den centralt placerade trappan. Mangårdsbyggnaden vid gårdsplanens östra sida är den enda del av gården som varit bebodd i senare tid. Byggnaden är invändigt moderniserad, medan exteriören fortfarande är välbevarad. Till gården hör även ett härbre samt en äldre uthusbyggnad med vagnslider och vedbod; samtliga hus är knuttimrade. De tre byggnaderna närmast gårdsplanen är dessutom klädda med rödfärgad locklistpanel.